# 이토이 시게사토
이토이 시게사토(일본어: 糸井 重里, 1948년 11월 10일~)는 일본의 카피라이터이다. 본인이 운영하는 웹사이트 '거의 일간 이토이 신문(ほぼ日刊イトイ新聞)'의 편집장을 맡고 있으며, 광고 업계에서의 성과 이외에 닌텐도의 마더 시리즈를 제작한 것으로 유명하다.